# Dinorfina
Les dinorfines, dynorphins (Dyn), són una classe de pèptids opioides que sorgeixen de la proteïna precursora prodinorfina. Quan la prodinorfina és escindida durant el procés per proproteinoconvertasa 2 (PC2), s'alliberen múltiples pèptids actius: dinorfina A, dinorfina B i α / β-neo-endorfina.
Les dinorfines exerceixen els seus efectes principalment a través del receptorκ-opioide (KOR).

## Producció
La dinorfina es produeix en moltes parts del cervell, inclòs l'hipotàlem, l'estriat, l'hipocamp i la medul·la espinal. Es pot veure patrons d'expressió gènica a partir de l'Allen Brain Atlas en ratolí, macacos i humans.